# Хинд, Генри Юль

Титульный лист отчёта о первой экспедиции Хинда

Генри Юль Хинд (англ. Henry Youle Hind; 1823—1908) — английский и канадский географ и геолог.

## Биография
Генри Юль Хинд получил начальное образование в городе Ноттингеме, а с 1837 по 1839 год проходил курс наук в Лейпциге. В 1843—1844 годах учился в Кембриджском университете. Зимой 1846/1847 года он переехал в Торонто и поступил в местный университет, в котором читал лекции по математике, философии и сельскохозяйственной химии.
В декабре 1851 года Хинд вошёл в состав членов Королевского Канадского института, а в следующем году стал первым редактором «Канадского журнала», который возглавлял до 1855 года.
В 1857 году Хинд был назначен директором Геологической службы Канады и в том же году совершил экспедицию по изучению канадских прерий.
В 1864 году Хинд был избран членом Королевского Геологического общества в Лондоне.
В 1866 году он переехал в Новую Шотландию, где возглавил местную геологическую службу. В 1876 году Хинд совершил большую экспедицию вдоль побережья Лабрадора, по итогам которой составил большую карту этого полуострова. За эту работу он в 1878 году получил большую золотую медаль на Всемирной выставке в Париже. В 1877 году Хинд совершил геологическое исследование Ньюфаундленда.
Скончался 8 августа 1908 года.